# The Skin of the South
The Skin of the South es una película en blanco y negro de 1952 japonesa dirigida por Ishirō Honda.
La película incluye a Akira Watanabe como director de arte, Kentaro Kondo como técnico de iluminación, sonidista Yoshio Nishikawa y el director de fotografía Kiyoe Kawamura.

## Reparto
| Actor             | Personaje                  |
| ----------------- | -------------------------- |
| Hajime Izu        | Ohno (topógrafo geológico) |
| Yasuko Fujita     | Sadae                      |
| Takashi Shimura   |                            |
| Kamatari Fujiwara |                            |
| Shunji Kasuga     | Takayama                   |
| Haure Tone        |                            |
| Yoshio Kosugi     |                            |
| Kan Yanagiya      |                            |
| Eiko Miyoshi      |                            |
| Tsuruko Umano     |                            |
| Ryuzo Okada       |                            |
| Shugo Maki        |                            |
| Yoshie Fukamizu   |                            |
| Yasuhisa Tsutsumi |                            |
| Kei Yashiro       |                            |
| Hideo Otsuka      |                            |
| Ren Yamamoto      |                            |
| Sachio Sakai      |                            |
| Shockichi Maki    |                            |
| Hiroshi Yanagiya  |                            |